# Jonas Hofmann
Jonas Hofmann, né le 14 juillet 1992 à Heidelberg, est un footballeur international allemand qui joue au poste de milieu de terrain au Bayer Leverkusen.

## Carrière en club

### Débuts de carrière
Hofmann a commencé sa carrière en club en 1998 en jouant pour le FC Rot dans la municipalité de St. Leon-Rot et y est resté jusqu'à la fin de la saison 2003-04, avant de déménager à 1899 Hoffenheim pour la saison 2004-2005,. Hofmann a fait ses débuts pour la deuxième équipe du TSG 1899 Hoffenheim lors d'une victoire 1-0 en avril 2011 pendant la saison 2010-11. À la fin de la saison 2010-2011 jouant pour le TSG 1899 Hoffenheim II, Hofmann a disputé cinq matches de championnat, lors desquels il a inscrit deux buts.

### Borussia Dortmund
Pendant la saison 2011–2012, Hofmann a signé un contrat pour le Borussia Dortmund jusqu'au 30 juin 2015; et a été intégré dans le Borussia Dortmund II pour la saison 2011–2012. Hofmann a fait ses débuts pour Dortmund II le 6 août lors d'une victoire 2–0 à l'extérieur contre le 1. FC Kaiserslautern II, marquant son premier but de la saison 2011–2012. Le 10 septembre, Hofmann a réussi à marquer deux buts lors d'une victoire 4–0 à l'extérieur contre la seconde équipe du Schalke 04. Pour la saison Bundesliga 2012–2013, Hofmann a été intégré à la première équipe du Borussia Dortmund.
Hofmann a fait ses débuts pour la première équipe du Borussia Dortmund pendant la saison Bundesliga 2012–2013 le 16 décembre 2012, lors de la victoire 3–1 de BVB à l'extérieur contre le TSG 1899 Hoffenheim, où il est entré en jeu comme remplaçant à la 89e minute. Le 6 avril 2013, il a joué son premier match en Bundesliga, et il a été crédité d'une passe décisive à Julian Schieber pour marquer un but d'égalisation pour un score de 2–2 lors de la victoire 4–2 de Dortmund à domicile contre le FC Augsburg.
Le 27 juillet 2013, Hofmann a remporté la Supercoupe d'Allemagne 2013 avec Dortmund 4-2 contre leurs rivaux, le Bayern Munich. Le premier but de Hofmann pour le Borussia Dortmund a été marqué le 18 août lors d'une victoire contre Eintracht Braunschweig, après être entré en jeu en tant que remplaçant en seconde période. Le 12 avril 2014, Hofmann a marqué le troisième but alors que Dortmund battait le Bayern Munich 3-0 à l'Allianz Arena. Le 13 août 2014, il a joué dans la Super Coupe 2014.
Pendant le mercato estival de 2014, le Borussia Dortmund a accepté un prêt d'un an pour Hofmann qui l'enverrait à 1. FSV Mainz 05 jusqu'au 30 juin 2015. Il a été blessé pendant la majeure partie de la saison 2014-15 et a marqué 3 buts en 12 matches pour Mainz, avant de retourner à Dortmund.
Le 30 juillet 2015, Hofmann a marqué son premier but européen lors d'une victoire 1-0 contre l'équipe autrichienne Wolfsberger AC lors du match aller du troisième tour de qualification de la Ligue Europa troisième tour qualificatif.

### Borussia Mönchengladbach
Il a été annoncé le 29 décembre 2015 que Hofmann rejoindrait Borussia Mönchengladbach le 1er janvier 2016, signant un contrat de quatre ans jusqu'en 2020. Après avoir rejoint Gladbach pendant la trêve hivernale, il a fait ses débuts pour le club le 23 janvier 2016 lors d'une défaite 1-3 contre son ancien club, Dortmund.
Hofmann a marqué son premier but pour le club lors d'un match des huitièmes de finale de la Ligue Europa de l'UEFA contre l'équipe allemande Schalke le 9 mars 2017. Le match s'est terminé par un match nul 1-1 et Gladbach a finalement été éliminé pour les buts à l'extérieur après que les deux matchs se soient terminés 3-3.
Le 18 octobre 2018, Hofmann a marqué son premier triplé professionnel lors d'une victoire 4-0 en ligue contre son ancien club, Mainz. Hofmann a signé un nouveau contrat avec Gladbach le 16 avril 2019, prolongeant son séjour au club jusqu'en 2023.
Le 8 janvier 2021, il a marqué un doublé et délivré une passe décisive lors d'une victoire historique 3-2 contre le Bayern Munich.

### Bayer Leverkusen
Le 5 juillet 2023, Hofmann a signé pour Bayer Leverkusen jusqu'en 2027, après avoir activé sa clause de libération de 10 millions d'euros.

## Carrière internationale
Entre 2009 et 2010, Hofmann a joué pour l'équipe nationale allemande U18 et il a terminé son dernier cap pour l'équipe nationale U18 par une victoire le 25 mars 2010 contre l'Équipe de France des -18 ans, avant de représenter l'équipe nationale allemande U21.
En octobre 2020, il a été appelé à représenter l'équipe nationale d'Allemagne par Joachim Löw pour les matchs contre la Turquie, l'Ukraine et la Suisse. Il a fait ses débuts le 7 octobre 2020, contre la Turquie lors d'un match amical. Le 19 mai 2021, il a été sélectionné pour l'UEFA Euro 2020.
Au 11 juin 2022, il a marqué 4 buts internationaux pour l'équipe nationale allemande.

## Statistiques

### En club
| Saison                | Club                     | Championnat           | Championnat | Championnat | Coupe(s) nationale(s) | Coupe(s) nationale(s) | Compétition(s) continentale(s) | Compétition(s) continentale(s) | Compétition(s) continentale(s) | Total | Total |
| Saison                | Club                     | Division              | M.          | B.          | M.                    | B.                    | Comp.                          | M.                             | B.                             | M.    | B.    |
| 2012-2013             | Borussia Dortmund        | Bundesliga            | 3           | 0           | -                     | -                     | -                              | -                              | -                              | 3     | 0     |
| 2013-2014             | Borussia Dortmund        | Bundesliga            | 26          | 2           | 5                     | 1                     | C1                             | 8                              | 0                              | 39    | 3     |
| 2014-2015             | Borussia Dortmund        | Bundesliga            | 2           | 0           | 1                     | 0                     | -                              | -                              | -                              | 3     | 0     |
| 2015-2016             | Borussia Dortmund        | Bundesliga            | 7           | 1           | 1                     | 0                     | C3                             | 6                              | 1                              | 14    | 2     |
| Sous-total            | Sous-total               | Sous-total            | 38          | 3           | 7                     | 1                     | -                              | 14                             | 1                              | 59    | 5     |
| 2014-2015             | FSV Mayence 05 (prêt)    | Bundesliga            | 10          | 3           | -                     | -                     | -                              | -                              | -                              | 10    | 3     |
| Sous-total            | Sous-total               | Sous-total            | 10          | 3           | -                     | -                     | -                              | -                              | -                              | 10    | 3     |
| 2015-2016             | Borussia Mönchengladbach | Bundesliga            | 8           | 0           | -                     | -                     | -                              | -                              | -                              | 8     | 0     |
| 2016-2017             | Borussia Mönchengladbach | Bundesliga            | 21          | 0           | 3                     | 1                     | C1+C3                          | 2+3                            | 0+1                            | 29    | 2     |
| 2017-2018             | Borussia Mönchengladbach | Bundesliga            | 23          | 0           | 2                     | 1                     | -                              | -                              | -                              | 25    | 1     |
| 2018-2019             | Borussia Mönchengladbach | Bundesliga            | 27          | 5           | 2                     | 1                     | -                              | -                              | -                              | 29    | 6     |
| 2019-2020             | Borussia Mönchengladbach | Bundesliga            | 24          | 5           | 2                     | 0                     | C3                             | 3                              | 0                              | 29    | 5     |
| 2020-2021             | Borussia Mönchengladbach | Bundesliga            | 24          | 6           | 4                     | 1                     | C1                             | 5                              | 1                              | 33    | 8     |
| 2021-2022             | Borussia Mönchengladbach | Bundesliga            | 26          | 12          | 2                     | 0                     | -                              | -                              | -                              | 28    | 12    |
| 2022-2023             | Borussia Mönchengladbach | Bundesliga            | 32          | 12          | 2                     | 1                     | -                              | -                              | -                              | 34    | 13    |
| Sous-total            | Sous-total               | Sous-total            | 184         | 39          | 17                    | 5                     | -                              | 13                             | 2                              | 214   | 46    |
| 2023-2024             | Bayer Leverkusen         | Bundesliga            | 32          | 4           | 5                     | 1                     | C3                             | 9                              | 2                              | 46    | 7     |
| 2024-2025             | Bayer Leverkusen         | Bundesliga            | 11          | 2           | 2                     | 1                     | C1                             | 4                              | 0                              | 17    | 3     |
| Sous-total            | Sous-total               | Sous-total            | 43          | 6           | 7                     | 2                     | -                              | 13                             | 2                              | 63    | 10    |
| Total sur la carrière | Total sur la carrière    | Total sur la carrière | 275         | 50          | 31                    | 8                     | -                              | 40                             | 5                              | 346   | 63    |

### En sélection
| Saison                | Sélection             | Phases finales        | Phases finales | Phases finales | Phases finales | Éliminatoires | Éliminatoires | Éliminatoires | Ligue Nations | Ligue Nations | Ligue Nations | Matchs amicaux | Matchs amicaux | Matchs amicaux | Total | Total | Total |
| Saison                | Sélection             | Compétition           | M              | B              | Pd             | M             | B             | Pd            | M             | B             | Pd            | M              | B              | Pd             | M     | B     | Pd    |
| --------------------- | --------------------- | --------------------- | -------------- | -------------- | -------------- | ------------- | ------------- | ------------- | ------------- | ------------- | ------------- | -------------- | -------------- | -------------- | ----- | ----- | ----- |
| 2020-2021             | Allemagne             | -                     | -              | -              | -              | -             | -             | -             | -             | -             | -             | 3              | 0              | 0              | 3     | 0     | 0     |
| 2021-2022             | Allemagne             | -                     | -              | -              | -              | 7             | 2             | 1             | 4             | 2             | 0             | -              | -              | -              | 11    | 4     | 1     |
| 2022-2023             | Allemagne             | Coupe du monde 2022   | 2              | 0              | 0              | -             | -             | -             | 2             | 0             | 0             | 3              | 0              | 0              | 7     | 0     | 0     |
| 2023-2024             | Allemagne             | -                     | -              | -              | -              | -             | -             | -             | -             | -             | -             | 2              | 0              | 0              | 2     | 0     | 0     |
| Total sur la carrière | Total sur la carrière | Total sur la carrière | 2              | 0              | 0              | 7             | 2             | 1             | 6             | 2             | 0             | 8              | 0              | 0              | 23    | 4     | 1     |

## Palmarès
Bayer Leverkusen
- Champion d'Allemagne en 2024
- Coupe d'Allemagne en 2024